# Stefano Chiodi
Stefano Chiodi (Bentivoglio, 26 december 1956 - Bologna, 4 november 2009) was een Italiaans voetballer.
De aanvaller speelde achtereenvolgens bij Bologna (1974-1978) (in 1974-1975 uitgeleend aan Teramo), AC Milan (1978-1980), Lazio (1980-1981), Bologna (1981-1982), Lazio (1982-1983) en Prato (1983-1984).

## Erelijst
- AC Milan
  - Serie A: 1978/79